# Estel hipergegant
Un estel hipergegant és un estel excepcionalment gran, massiu i lluminós, que posseeix un índex de pèrdua de massa molt elevat.
Els estels hipergegants poden presentar diferents coloracions; el color blau indica que l'estel és calent, mentre que el vermell indica el contrari. Un tipus particular d'hipergegants són els estels hipergegants grocs, però la inestibilitat interna a temperatura mitjana i les altes pressions els fan més rars que els altres.
Els estels hipergegants, no s'han de confondre amb els estels variables lluminosos blaus; un hipergegant s'anomena així a causa de la seva mida i índex de pèrdua de massa, mentre que els altres es pensa que són estels supergegants blaus massius en una fase evolutiva de gran pèrdua de massa.

## Característiques

Comparació de la mida entre el Sol i VY Canis Majoris, un estel hipergegant considerat el més gran conegut actualment.

La seva massa pot ser de fins a 100 vegades la massa del nostre Sol, pròxima al límit màxim teòric, el qual estableix que la quantitat de massa en una estrella no pot excedir les 120 M  ☉  (masses solars).
Es considera que les hipergegants són les estrelles més lluminoses que hi ha (milers i milions de vegades més lluminoses que el Sol), amb temperatures superficials entre els 3.500 K i 35.000 K. Quasi tots els estels hipergegants mostren variacions en la lluminositat a través del temps a causa de les inestabilitats que es produeixen al seu interior. Degut a la seva gran massa aquests estels tenen una vida mitjana d'entre 1 i 3 milions d'anys, un període molt curt comparat amb els 10.000 milions d'anys que viurà el Sol, abans de convertir-se en supernoves, o més rarament en hipernoves. S'ha postulat que una hipergegant que es converteixi en supernova o hipernova deixarà com a romanent en el seu lloc un forat negre.
És molt poc el que es coneix sobre les hipergegants, perquè són extremadament rares. Fins fa poc a la Via Làctia només se'n coneixien set. A més, poden variar de color: el blau usualment indica que la superficie de l'estrella és molt calenta, mentre que el vermell indica el contrari. També existeixen hipergegants grogues, però la inestabilitat que causen les temperatures moderades i les altes pressions en el seu interior fan que siguin més rares.

## Estabilitat
Com que la lluminositat dels estels s'incrementa enormement amb la massa, la lluminositat dels estels hipergegants està molt propera al límit d'Eddington. Això significa que el flux radioactiu que passa a través de la fotosfera d'una hipergegant podria ser prou fort com per a expulsar la fotosfera. Per sobre d'aquest límit, l'estel generaria tanta radiació que parts de les capes exteriors serien expulsades en esclats massius, intens vent solar, que provocarien una pèrdua de massa significativa de l'estel. Per tant, són molt pocs els estels que superen aquest límit. Aquesta teoria, això no obstant, és el resultat de models teòrics.
Un dels estels més massius i lluminosos mai observats, en el que hipotèticament es podria produir aquest fenomen, és η Carinae. Encara que amb una massa de 130 masses solars i una lluminositat 4 vegades superior a la del Sol, es pensa que η Carinae ocasionalment podria superar el límit d'Eddington. La darrera vegada que l'estel superà aquest límit, el 1840-1860, assolí una taxa de pèrdua de massa molt més gran que la que els models més estesos són capaços d'explicar.
Aquest tipus de vent estel·lar, a diferència del normal, no necessita la presència d'àtoms metàl·lics en la fotosfera; aquest fet és important, ja que els estels més massius són també molt pobres en metalls, la qual cosa significa que el fenomen deu funcionar independentment de la metal·licitat. De la mateixa manera, el vent estel·lar continu podria també contribuir a un límit de massa superior inclús per a les primeres generacions d'estels, tot just després del big-bang, que no contenien cap metall.
Una altra teoria per explicar els esclats massius d'η Carinae és la idea d'un esclat hidrodinàmic situat en profunditat, que expulsi les capes més externes de l'estel; la idea és que, inclús a lluminositats per sota del límit d'Eddington, l'estel no tindria prou calor de convecció en les capes interiors causant una inversió de densitat que potencialment podria portar un violent esclat. Això no obstant, aquesta teoria no ha estat molt desenvolupada i no és segur que realment pogués succeir.

## Història
El 1956, els astrònoms Feast i Thackeray usaren el terme supersupergegant (posteriorment canviat a hipergegant) per als estels amb una magnitud absoluta superior MV = −7. El 1971, Keenan suggerí que el terme s'usés només pels estels supergegants que mostressin almenys un component d'emissió en Hα ampli, que indica una atmosfera estel·lar estesa o un relativament gran índex de pèrdua de massa. El criteri de Keenan és actualment el més usats pels científics.
Seguint aquest darrer criteri, un estel hipergegant no necessàriament ha de ser més massiu que un supergegant. Això no obstant, la major part dels estels massius es consideren hipergegants, i poden tenir masses que varien entre els 100–265 masses solars. El nom d'hipergegant s'usa comunament com un terme força ampli per anomenar aquests estels més massius, tot i que hi ha definicions molt més precises.

## Hipergegants coneguts
És interessant observar que els hipergegants grocs i vermells més brillants són d'una magnitud bolomètrica d'uns -9,5, que equival a una lluminositat de 500.000 vegades la del Sol. No es coneix actualment cap de brillantor superior. Les raons per les quals això succeeix encara s'ignoren.

### Estels variables lluminosos blaus
Els estels variables lluminosos blaus o estels de Wolf Rayet són els més massius, grans i brillants, i molts d'ells estan classificats com a hipergegants. Es consideren els estels coneguts més brillants:
- P Cygni, al nord de la constel·lació del Cigne.
- S Doradus, en el Gran Núvol de Magalhães, una de les galàxies satèl·lits de la Via Làctia, a la constel·lació de l'Orada.
- Eta Carinae, localitzada dins de la nebulosa NGC 3372, a la constel·lació de la Quilla. Aquesta estrella té una massa que podria estar entre 120 i 150 vegades la del Sol, i és entre 4 i 5 milions de vegades més lluminosa.
- L'Estel pistola (en anglès Pistol Star), a prop del centre de la Via Làctia, a la constel·lació del Sagitari. Possiblement és fins a 150 vegades més massiu que el Sol i 10 milions de vegades més lluminós.
- Diverses estrelles en el cúmul 1806-20, a l'altre costat de la nostra galàxia. Una d'elles LBV 1806-20, és considerada la segona estrella més massiva que es coneix al present, amb entre 130 i 200 masses solars (la primera és R136a1, amb una massa de 265 masses solars); també és una de les més lluminoses (entre 2 i 40 milions de vegades la lluminositat del Sol).

### Hipergegants blaus
- Zeta1 Scorpii, l'estrella més brillant de l'associació estel·lar Scorpius OB1-a la constel·lació de l'Escorpió - i una candidata a ser considerada variable blava lluminosa.
- MWC 314, una altra estrella candidata a variable blau lluminosa en la constel·lació de l'Àguila.
- HD 169.454, a la constel·lació de l'Escut.
- BD -14 ° 5037, propera a l'anterior.
- Cygnus OB2 12, a la constel·lació del Cigne, i considerada per alguns autors com una variable blava lluminosa.

### Hipergegants blancs
- 6 Cassiopeiae, a la constel·lació de Cassiopea, gairebé 200.000 vegades més brillant que el Sol

### Hipergegants grocs
Els estels hipergegants grocs són una classe molt rara d'estels:
- Rho Cassiopeiae, a la part nord de la constel·lació de Cassiopea, és unes 500.000 vegades més lluminosa que el Sol
- HR 8752
- IRC +10420
- HD 179.821 segons alguns autors

### Hipergegants vermells
- RW Cephei
- NML Cygni
- VX Sagittarii
- S Persei
- VY Canis Majoris
- VV Cephei A
- WOH G64